# Néré
|  | Aquest article tracta sobre el municipi francès. Si cerqueu l'arbre, vegeu «Parkia biglobosa». |

Néré és un municipi francès al departament de la Charanta Marítima i a la regió de Nova Aquitània. L'any 2007 tenia 734 habitants.

## Demografia

### Població
El 2007 la població de fet de Néré era de 734 persones. Hi havia 327 famílies de les quals 116 eren unipersonals (56 homes vivint sols i 60 dones vivint soles), 127 parelles sense fills, 68 parelles amb fills i 16 famílies monoparentals amb fills.
La població ha evolucionat segons el següent gràfic:

### Habitatges
El 2007 hi havia 432 habitatges, 331 eren l'habitatge principal de la família, 53 eren segones residències i 48 estaven desocupats. 414 eren cases i 14 eren apartaments. Dels 331 habitatges principals, 271 estaven ocupats pels seus propietaris, 52 estaven llogats i ocupats pels llogaters i 9 estaven cedits a títol gratuït; 5 tenien una cambra, 17 en tenien dues, 49 en tenien tres, 99 en tenien quatre i 162 en tenien cinc o més. 249 habitatges disposaven pel capbaix d'una plaça de pàrquing. A 178 habitatges hi havia un automòbil i a 102 n'hi havia dos o més.

### Piràmide de població
La piràmide de població per edats i sexe el 2009 era:
| Homes | Edats   | Dones |
| ----- | ------- | ----- |
| 0     | 95 o +  | 12    |
| 8     | 90 a 94 | 20    |
| 12    | 85 a 89 | 4     |
| 12    | 80 a 84 | 16    |
| 20    | 75 a 79 | 12    |
| 24    | 70 a 74 | 32    |
| 40    | 65 a 69 | 36    |
| 12    | 60 a 64 | 28    |
| 16    | 55 a 59 | 12    |
| 24    | 50 a 54 | 28    |
| 20    | 45 a 49 | 32    |
| 28    | 40 a 44 | 20    |
| 16    | 35 a 39 | 20    |
| 24    | 30 a 34 | 24    |
| 12    | 25 a 29 | 0     |
| 20    | 20 a 24 | 8     |
| 8     | 15 a 19 | 20    |
| 24    | 10 a 14 | 24    |
| 20    | 5 a 9   | 8     |
| 8     | 0 a 4   | 16    |

## Economia
El 2007 la població en edat de treballar era de 413 persones, 273 eren actives i 140 eren inactives. De les 273 persones actives 237 estaven ocupades (134 homes i 103 dones) i 36 estaven aturades (16 homes i 20 dones). De les 140 persones inactives 55 estaven jubilades, 24 estaven estudiant i 61 estaven classificades com a «altres inactius».

### Ingressos
El 2009 a Néré hi havia 335 unitats fiscals que integraven 696 persones, la mediana anual d'ingressos fiscals per persona era de 14.917,5 €.

### Activitats econòmiques
Dels 50 establiments que hi havia el 2007, 5 eren d'empreses alimentàries, 3 d'empreses de fabricació d'altres productes industrials, 11 d'empreses de construcció, 8 d'empreses de comerç i reparació d'automòbils, 3 d'empreses de transport, 4 d'empreses d'hostatgeria i restauració, 2 d'empreses financeres, 1 d'una empresa immobiliària, 2 d'empreses de serveis, 8 d'entitats de l'administració pública i 3 d'empreses classificades com a «altres activitats de serveis».
Dels 19 establiments de servei als particulars que hi havia el 2009, 1 era una oficina de correu, 1 una oficina bancària, 3 tallers de reparació d'automòbils i de material agrícola, 2 paletes, 1 guixaire pintor, 2 fusteries, 2 lampisteries, 2 electricistes, 1 empresa de construcció, 2 perruqueries i 2 restaurants.
Dels 3 establiments comercials que hi havia el 2009, 2 eren fleques i 1 una carnisseria.
L'any 2000 a Néré hi havia 30 explotacions agrícoles que ocupaven un total de 1.460 hectàrees.

## Equipaments sanitaris i escolars
El 2009 hi havia 1 farmàcia i 1 ambulància.
El 2009 hi havia una escola elemental.

## Poblacions properes
El següent diagrama mostra les poblacions més properes.